# Barão de Água-Izé
Barão de Água-Izé é um título nobiliárquico criado por D. Luís I de Portugal, por Decreto de 16 de Abril e Carta de 18 de Maio de 1868, em favor de João Maria de Sousa de Almeida, abastado proprietário em São Tomé e Príncipe.
Sem geração legítima do casamento com Mariana António de Carvalho, sucedeu no título um filho legitimado do 1.º Barão. O Alvará de legitimação data de 12 de Maio de 1869. O título foi renovado por Decreto de D. Luís I de 28 de Dezembro de 1871.

## Barões de Água-Izé (1868)

### Titulares
1. João Maria de Sousa de Almeida, 1.º Barão de Água-Izé;
2. Manuel da Vera Cruz de Almeida, 2.º Barão de Água-Izé.

### Brasão de Armas
Um escudo partido em pala; na primeira as armas dos Almeidas — em campo vermelho seis besantes de oiro entre uma dobre cruz, e bordadura do mesmo metal; — na segunda pala, as armas dos Leitões — em campo de prata três faixas vermelhas — e por diferença uma brica verde com um ferro de flecha de prata.